# Jeziorka (dopływ Wisły)
Jeziorka – rzeka, lewy dopływ Wisły, rozpoczyna swój bieg na terenie gruntów wsi Osuchów, a do Wisły wpada niedaleko wsi Obórki w gminie Konstancin-Jeziorna. Rzeka drugiego rzędu.

## Charakterystyka

### Przebieg
Początkowo płynie na wschód, w Gościeńczycach skręca na północ, by ponownie skręcić na wschód koło Jazgarzewa. W górnym biegu, na kilkukilometrowym odcinku od wsi Wygnanka do wsi Wilczoruda rzeka przepływa przez wykopane w jej korycie stawy rybne. We wsi Nowe Racibory do Jeziorki wpływa Kraska, we wsi Łoś – Tarczynka. Przecina stawy w Żabieńcu, gdzie od 1973 jest zasilana wodami z Kanału Czarna. Kilkadziesiąt metrów powyżej jazu Imberfal niedaleko ul. Warszawskiej w Konstancinie-Jeziornie, dawniej spiętrzającego wodę na potrzeby fabryki papieru, do Jeziorki wpada potok Mała.  Na ostatnim odcinku krzyżuje się z potokiem Wilanówka przepływającym pod Jeziorką przepustem i nie wpływającym do niej. W wieku XIX, aż do połowy XX Jeziorka łączyła się z Wilanówką i jej korytem płynęła do Wisły. Obecnie biegnie sztucznym korytem wykopanym w latach 50. XX wieku mniej więcej w miejscu pierwotnego ujścia. W październiku 2001 do rzeki trafiła znaczna ilość substancji trującej, co zaowocowało śnięciem ryb.

### Miejscowości
Ważniejsze miejscowości w dolinie Jeziorki: Osuchów, Wilczoruda, Osieczek, Jeziórka, Jeziora, Przęsławice, Kocerany, Głuchów, Lesznowola, Gościeńczyce, Prażmów, Runów, Łoś, Jazgarzew, Żabieniec, Piaseczno, Chylice, Konstancin-Jeziorna, Obórki.

## Turystyka
Na rzece uprawiana jest zorganizowana turystyka kajakowa. Spływy rozpoczynają się najczęściej w Zalesiu Dolnym lub Pólku, a kończą w odnodze św. Jana w Konstancinie-Jeziornie, nieopodal Starej Papierni.